# Sierra Nevada (USA)
 For alternative betydninger, se Sierra Nevada. (Se også artikler, som begynder med Sierra Nevada)
Sierra Nevada er en bjergkæde i Californien og Nevada, USA, som strækker sig over 650 km.

## Nationalparker i Sierra Nevada
- Sequoia National Park
- Yosemite National Park
- Kings Canyon National Park